# Shōta Fukuda
Shōta Fukuda (japanisch 福田 翔大 Fukuda Shōta; * 28. November 2000) ist ein japanischer Leichtathlet, der sich auf den Hammerwurf spezialisiert hat. Bei den Asienmeisterschaften 2023 und 2025 gewann er jeweils die Bronzemedaille.

## Sportliche Laufbahn
Erste internationale Erfahrungen sammelte Shōta Fukuda im Jahr 2023, als er bei den Asienmeisterschaften in Bangkok mit einer Weite von 71,80 m auf Anhieb die Bronzemedaille hinter dem Chinesen Wang Qi und Suhrob Xoʻjayev aus Usbekistan gewann. Ende September belegte er bei den Asienspielen in Hangzhou mit 68,74 m den sechsten Platz. 2025 gewann er bei den Asienmeisterschaften in Gumi mit 71,89 m erneut die Bronzemedaille hinter dem Chinesen Wang Qi und seinem Landsmann Tatsuto Nakagawa.
In den Jahren 2021 und 2023 wurde Fukuda japanischer Meister im Hammerwurf.